# Долтън Тръмбо
Джеймс Долтън Тръмбо (на английски: James Dalton Trumbo) е американски сценарист и писател.

## Биография
Роден е на 9 декември 1905 година в Монтроуз, Колорадо, но израства в Гранд Джънкшън. Следва в Колорадския университет - Боулдър и в Южнокалифорнийския университет, като от ранна възраст сътрудничи на различни местни вестници.
През 30-те години започва да публикува свои разкази, а скоро след това започва успешна кариера като сценарист в Холивуд. Активист на Комунистическата партия, през 1950 година прекарва 11 месеца в затвора за отказа си да сътрудничи на парламентарно разследване, след което получава неофициална забрана да работи в Холивуд и заминава за Мексико. Въпреки това, използвайки чуждо име, той продължава да пише сценарии, два от които, на филмите „Римска ваканция“ („Roman Holiday“, 1953) и „Безстрашният“ („The Brave One“, 1956), са наградени с „Оскар“ за най-добър сценарий. През 1960-те години отново започва да работи под собственото си име.
Долтън Тръмбо умира на 10 септември 1976 година в Лос Анджелис.

## Избрана филмография
- „Римска ваканция“ („Roman Holiday“, 1953)
- „Безстрашният“ („The Brave One“, 1956)
- „Кариера“ („Career“, 1959)
- „Спартак“ („Spartacus“, 1960)
- „Джони грабна пушката“ („Johnny Got His Gun“, 1971)

## За него
- Hanson, Peter. Dalton Trumbo, Hollywood Rebel: A Critical Survey and Filmography.   McFarland, 2007. ISBN 978-0-7864-3246-2.
- Ceplair, Larry. Dalton Trumbo, Blacklisted Hollywood Radical.   2015. ISBN 978-0-8131-4680-5.